# Eliaquim Mangala
Eliaquim Hans Mangala (Colombes, 13 de fevereiro de 1991) é um futebolista francês que atua como zagueiro. Atualmente joga no Estoril Praia.

## Carreira

### Início de carreira
Mangala nasceu no subúrbio parisiense de Colombes, mas mudou-se para a Bélgica com cinco anos de idade para a cidade de Namur. Com a mesma idade, juntou-se ao clube local Athletic Club Lustin como jogador juvenil, onde atuava como avançado, e passou seis anos no clube antes de ir para o CS Wépionnais, clube da cidade de Wépion, situada nas proximidades. Após dois anos em Wépion, Mangala juntou-se ao maior clube da cidade, Namur UR, e impressionou rapidamente. O seu bom desempenho levou a um interesse do Standard de Liège. Em 2007, Mangala assinou um contrato de três anos de formação com o Standard de Liège .

### Standard de Liège
Mangala juntou-se ao Standard de Liège, e após sua chegada, durante a temporada de 2007-08, passou a jogar como defesa esquerdo na equipe de sub-17 do clube belga. As suas boas exibições levaram-no a ser promovido para a equipa de sub-19 em Janeiro de 2008, onde passou a jogar como defesa central. Durante o período em que jogava na equipe de sub-19, Mangala foi várias vezes convocado para jogos da equipe de sub-21, apesar de ter apenas 17 anos de idade.
Na temporada 2008-09, Mangala teve a oportunidade de treinar e jogar com a equipe principal do Standard de Liège. No dia 23 de outubro de 2008, assinou um contrato profissional válido por cinco anos com o clube belga. Mangala foi oficialmente promovido à equipe principal passando a jogar com o número 22 nas costas. Em 9 de Novembro de 2008, fez sua estreia profissional entrando ao minuto 89` na vitória do Standard de Liège por 3 a 1 sobre Germinal Beerschot. Depois disso jogou ainda os minutos finais do jogo contra o Gent.
Em 17 de janeiro de 2009, Mangala foi pela primeira vez titular na equipe principal do Standard de Liège, num jogo contra o Dender. Nesta partida, Mangala fez a assistência para o gol de Milan Jovanović no terceiro minuto de jogo, que terminou com a vitória do Standard de Liège por 3 a 2. No seu primeiro ano na equipa principal do Standard de Liège, Mangala fez 11 jogos no campeonato, e conseguiu festejar o seu primeiro título de campeão da Liga de Futebol da Bélgica. Mangala jogou ainda algumas partidas na Taça UEFA contra a Sampdoria, o Stuttgart, e Sporting.
Na temporada 2009-10, Mangala venceu a Supertaça da Bélgica, numa vitória do Standard de Liège por 2 a 0 sobre o Genk no dia 25 de julho de 2009. A 12 de setembro de 2009, Mangala marcou o seu primeiro gol como profissional num jogo do campeonato contra o Mechelenque terminou com uma vitória do Standard de Liège por 3 a 0. Quatro dias depois, Mangala fez outro gol, desta vez contra o Arsenal na fase de grupos da Liga dos Campeões.

### Porto
No dia 16 de agosto de 2011, o Porto confirmou a contratação de Mangala e de Steven Defour ao Standard de Liège.
A equipa portuguesa, que tinha ganho na época anterior quatro troféus, o Campeonato Português de Futebol, a Taça de Portugal, a Supertaça de Portugal e a Liga Europa, não hesitou em pagar 6,5 milhões de euros para garantir 100% dos direitos desportivos de Mangala.
Na época 2012/13 depois de Maicon ter-se lesionado em novembro de 2012 Mangala entrou para o seu lugar e conquistou a titularidade absoluta, devido ao seu bom desempenho despertou o interesse de clubes como Manchester United, AC Milan e Manchester city.

### Manchester City
Contratado junto ao Porto, com valor fixado em 40 milhões de euros, firmou contrato de cinco anos e utilizará a camisa número 20.

### Valencia
Em 31 de agosto de 2016, foi emprestado ao Valencia, sendo dispensado no final da temporada 2020/21.

## Seleção Nacional
Como foi criado na Bélgica, Mangala não representou qualquer uma das seleções de futebol juvenil da França. 
Em 2008, foi abordado pela Associação de Futebol da Bélgica que o chamou para a seleção nacional de sub-18. No entanto, como Mangala não tinha um passaporte belga, não pode jogar pela Bélgica.
Depois de excelentes prestações no Standard de Liège, Mangala atraiu o interesse da Federação Francesa de Futebol. Em 5 de Novembro de 2009, Mangala foi convocado, pela primeira vez, para a seleção francesa de sub-21 para um jogo amigável contra a Tunísia, a realizar no dia 13 de Novembro, e para um jogo contra a Eslovénia, quatro dias depois, a contar para a fase de qualificação para o Campeonato Europeu - Sub-21 em 2011.
Mangala fez então sua estreia como internacional sub-21 na partida frente à Tunísia, mas devido a uma lesão sofrida num treino, falhou o jogo contra a Eslovénia.
Conseguiu em 2013, chegar a seleção principal numa partida frente ao Uruguai na qual perderam 1-0.

## Títulos
Standard de Liège
- Supertaça da Bélgica: 2008, 2009
- Liga Belga: 2008–09
- Taça da Bélgica: 2010–11

Porto
- Supertaça Cândido de Oliveira: 2011, 2012, 2013
- Primeira Liga: 2011–12, 2012–13

Manchester City
- Copa da Liga Inglesa: 2015–16
- Premier League: 2017-18